# Fußball-Club Bayern München 1977-1978
Questa voce raccoglie le informazioni riguardanti il Fußball-Club Bayern München nelle competizioni ufficiali della stagione 1977-1978.

## Stagione
Il Bayern viene eliminato nel terzo turno della coppa nazionale, mentre in campo internazionale esce negli ottavi della Coppa UEFA perdendo complessivamente 6-1 contro i connazionali dell'Eintracht Francoforte. In dicembre Dettmar Cramer viene sostituito da Gyula Lóránt, che conclude con il dodicesimo posto in Bundesliga; qui però Gerd Müller è capocannoniere per la settima ed ultima volta in carriera. A fine stagione lasciano la squadra sia Uli Hoeneß che Franz Roth, quest'ultimo autore, tra l'altro, di tre gol in altrettante finali continentali con il club.

## Maglie e sponsor
| Casa | Trasferta |  |

## Rosa
| N. |                     | Ruolo | Calciatore               |
| -- | ------------------- | ----- | ------------------------ |
|    | Germania (bandiera) | P     | Walter Junghans          |
|    | Germania (bandiera) | P     | Sepp Maier               |
|    | Germania (bandiera) | P     | Anton Schrobenhauser     |
|    | Germania (bandiera) | D     | Klaus Augenthaler        |
|    | Germania (bandiera) | D     | Peter Gruber             |
|    | Germania (bandiera) | D     | Udo Horsmann             |
|    | Germania (bandiera) | D     | Jupp Kapellmann          |
|    | Germania (bandiera) | D     | Kurt Niedermayer         |
|    | Turchia (bandiera)  | D     | Erhan Önal               |
|    | Germania (bandiera) | D     | Wolfgang Rausch          |
|    | Germania (bandiera) | D     | Vesely Schenk            |
|    | Germania (bandiera) | D     | Hans-Georg Schwarzenbeck |
|    | Germania (bandiera) | D     | Sepp Weiß                |

| N. |                     | Ruolo | Calciatore            |
| -- | ------------------- | ----- | --------------------- |
|    | Germania (bandiera) | C     | Alfred Arbinger       |
|    | Germania (bandiera) | C     | Bernd Dürnberger      |
|    | Germania (bandiera) | C     | Uli Hoeneß            |
|    | Slovenia (bandiera) | C     | Branko Oblak          |
|    | Germania (bandiera) | C     | Franz Roth            |
|    | Germania (bandiera) | C     | Karl-Heinz Wohland    |
|    | Germania (bandiera) | A     | Norbert Janzon        |
|    | Germania (bandiera) | A     | Eduard Kirschner      |
|    | Germania (bandiera) | A     | Fritz Kloo            |
|    | Germania (bandiera) | A     | Rainer Künkel         |
|    | Germania (bandiera) | A     | Gerd Müller           |
|    | Germania (bandiera) | A     | Wilhelm Reisinger     |
|    | Germania (bandiera) | A     | Karl-Heinz Rummenigge |

## Organigramma societario
Area direttiva
- Presidente:  Wilhelm Neudecker

Area tecnica
- Allenatore: Gyula Lóránt
- Allenatore in seconda: Pál Csernai
- Preparatore dei portieri:
- Preparatori atletici:

## Calciomercato

### Sessione estiva
| Acquisti | Acquisti           | Acquisti          | Acquisti |
| R.       | Nome               | da                | Modalità |
| -------- | ------------------ | ----------------- | -------- |
| A        | Norbert Janzon     | Karlsruhe         |          |
| P        | Walter Junghans    | Victoria Amburgo  |          |
| D        | Kurt Niedermayer   | Karlsruhe         |          |
| C        | Branko Oblak       | Schalke 04        |          |
| D        | Wolfgang Rausch    | Kickers Offenbach |          |
| C        | Karl-Heinz Wohland | ATS Kulmbach      |          |

| Cessioni | Cessioni          | Cessioni    | Cessioni |
| R.       | Nome              | a           | Modalità |
| -------- | ----------------- | ----------- | -------- |
| D        | Björn Andersson   | Öster       |          |
| D        | Franz Beckenbauer | N.Y. Cosmos |          |
| C        | Kjeld Seneca      | Sturm Graz  |          |
| A        | Conny Torstensson | Zurigo      |          |

### Sessione invernale
| Acquisti | Acquisti | Acquisti | Acquisti |
| R.       | Nome     | da       | Modalità |
| -------- | -------- | -------- | -------- |

| Cessioni | Cessioni | Cessioni | Cessioni |
| R.       | Nome     | a        | Modalità |
| -------- | -------- | -------- | -------- |

## Risultati

### Bundesliga

#### Girone di andata
| Arbitro: | Dreher |

|                                         |           |                            |
| Müller 17’ (rig.), 53’ (rig.) Elmer 33’ | Marcatori | 36’ Janzon 43’, 89’ Müller |

| Arbitro: | Quindeau |

|                                  |           |                            |
| Müller 12’, 32’ (rig.), 37’, 80’ | Marcatori | 43’ Tune-Hansen 45’ Gerber |

| Arbitro: | Biwersi |

|                                                  |           |                       |
| Allofs 48’, 54’ Zimmermann 82’ Hickersberger 86’ | Marcatori | 45’ Janzon 66’ Müller |

| Arbitro: | Horstmann |

|  |           |                                                |
|  | Marcatori | 5’ (aut.) Schwarzenbeck 56’ Müller 83’ Konopka |

| Arbitro: | Waltert |

|           |           |                 |
| Röber 62’ | Marcatori | 68’ Niedermayer |

| Arbitro: | Luca |

|                   |           |              |
| Müller 61’ (rig.) | Marcatori | 12’ Tenhagen |

| Arbitro: | Ahlenfelder |

|                            |           |                           |
| Müller 14’, 73’ Hoeneß 44’ | Marcatori | 20’ Hollmann 72’ Breitner |

| Arbitro: | Hennig |

|                             |           |           |
| Lorant 4’ (rig.) Traser 85’ | Marcatori | 7’ Müller |

| Arbitro: | Meuser |

| |           |               |
| Schwarzenbeck 24’ Dürnberger 30’ Hoeneß 59’ Niedermayer 73’ Müller 78’ Rummenigge 85’ Bongartz 90’ (aut.) | Marcatori | 36’ Abramczik |

| Arbitro: | Engel |

|                        |           |                           |
| Keller 69’ Reimann 78’ | Marcatori | 61’ Dürnberger 83’ Hoeneß |

| Arbitro: | Horstmann |

|                                           |           |  |
| Augenthaler 20’ Müller 35’ Rummenigge 75’ | Marcatori |  |

| Arbitro: | Redelfs |

|                  |           |  |
| Heynckes 9’, 48’ | Marcatori |  |

| Arbitro: | Stäglich |

|  |           |                        |
|  | Marcatori | 30’ Grau 89’ Gersdorff |

| Arbitro: | Roth |

|                                                   |           |                                   |
| Dietz 20’, 49’, 75’, 78’ Worm 83’ Stolzenburg 85’ | Marcatori | 24’ Künkel 44’ (rig.), 57’ Müller |

| Arbitro: | Biwersi |

|                |           |                                        |
| Rummenigge 32’ | Marcatori | 46’, 90’ (rig.) Scheller 84’ Kohlhäufl |

| Arbitro: | Waltert |

|                                                  |           |  |
| Hölzenbein 4’ Wenzel 38’ Kraus 56’ Grabowski 75’ | Marcatori |  |

| Arbitro: | Burgers |

|                                           |           |                       |
| Roth 3’ Müller 29’ (rig.) Hoeneß 70’, 89’ | Marcatori | 67’ Stickel 80’ Wendt |

#### Girone di ritorno
| Arbitro: | Linn |

|                            |           |  |
| Augenthaler 77’ Müller 83’ | Marcatori |  |

| Amburgo 17 dicembre 1977, ore 15:30 CET 19ª giornata | St. Pauli | 0 – 0 referto | Bayern Monaco | Volksparkstadion (17 000 spett.)\| Arbitro: \| Luca \| |
| Arbitro:                                             | Luca      |               |               |                                                        |

| Monaco di Baviera 7 gennaio 1978, ore 15:30 CET 20ª giornata | Bayern Monaco | 0 – 0 referto | Fortuna Düsseldorf | Stadio Olimpico (13 000 spett.)\| Arbitro: \| Jensen \| |
| Arbitro:                                                     | Jensen        |               |                    |                                                         |

| Arbitro: | Roth |

|                          |           |  |
| Neumann 58’ van Gool 74’ | Marcatori |  |

| Arbitro: | Eschweiler |

|                                      |           |            |
| Rausch 16’ Rummenigge 29’ Müller 61’ | Marcatori | 57’ Bracht |

| Arbitro: | Engel |

|               |           |            |
| Bast 75’, 85’ | Marcatori | 88’ Rausch |

| Arbitro: | Waltert |

|              |           |                |
| Breitner 75’ | Marcatori | 51’ Rummenigge |

| Arbitro: | Ahlenfelder |

|                                                                           |           |                   |
| Müller 24’, 44’ Niedermayer 35’, 62’ Hoeneß 51’ Rummenigge 63’ Künkel 82’ | Marcatori | 90’ (rig.) Lorant |

| Arbitro: | Ohmsen |

|                               |           |                                  |
| Fischer 5’ Abramczik 42’, 55’ | Marcatori | 51’ Rummenigge 79’ (rig.) Müller |

| Arbitro: | Hennig |

|                             |           |  |
| Hoeneß 6’ Müller 88’ (rig.) | Marcatori |  |

| Arbitro: | Luca |

|           |           |            |
| Geyer 51’ | Marcatori | 84’ Janzon |

| Arbitro: | Redelfs |

|            |           |              |
| Müller 36’ | Marcatori | 87’ Del'Haye |

| Arbitro: | Burgers |

|                                        |           |           |
| Nüssing 11’ Sidka 69’ Brück 90’ (rig.) | Marcatori | 84’ Oblak |

| Arbitro: | Glasneck |

|                                |           |                      |
| Hoeneß 16’, 22’ Rummenigge 42’ | Marcatori | 54’ Worm 88’ Büssers |

| Arbitro: | Horstmann |

|               |           |            |
| Vöhringer 68’ | Marcatori | 59’ Hoeneß |

| Arbitro: | Kindervater |

|                              |           |            |
| Hoeneß 11’ Müller 80’ (rig.) | Marcatori | 18’ Nickel |

| Arbitro: | Risse |

|                                                    |           |  |
| Toppmöller 20’, 58’ (rig.), 78’ Wendt 30’ Geye 74’ | Marcatori |  |

### Coppa di Germania
| Arbitro: | Kindervater |

|            |           |                              |
| Traser 35’ | Marcatori | 71’ (rig.) Müller 88’ Künkel |

| Arbitro: | Clajus |

|                                   |           |                |
| Künkel 15’ Müller 47’, 87’ (rig.) | Marcatori | 30’ Hermandung |

| Arbitro: | Eschweiler |

|                                   |           |            |
| Hodel 47’ Schwickert 63’ Lenz 80’ | Marcatori | 55’ Müller |

### Coppa UEFA
| Arbitro: | Poucek |

|                                                                    |           |  |
| Oblak 16’ Rummenigge 36’, 40’, 46’ Hoeneß 53’ Müller 57’, 73’, 81’ | Marcatori |  |

| Arbitro: | Hunting |

|  |           |                                                  |
|  | Marcatori | 17’ Rausch 52’ Gruber 62’ Künkel 64’ Niedermayer |

| Arbitro: | Bonett |

|                                |           |  |
| Müller 44’ Rummenigge 50’, 64’ | Marcatori |  |

| Arbitro: | Bonett |

|                       |           |  |
| Petrov 32’ Pargov 37’ | Marcatori |  |

| Arbitro: | Rainea |

|                                                  |           |  |
| Grabowski 23’ Hölzenbein 37’ Kraus 66’ Skala 67’ | Marcatori |  |

| Arbitro: | Gussoni |

|               |           |                           |
| Rummenigge 3’ | Marcatori | 83’ Wenzel 86’ Hölzenbein |

## Statistiche

### Statistiche di squadra
| Competizione      | Punti | In casa | In casa | In casa | In casa | In casa | In casa | In trasferta | In trasferta | In trasferta | In trasferta | In trasferta | In trasferta | Totale | Totale | Totale | Totale | Totale | Totale | DR |
| Competizione      | Punti | G       | V       | N       | P       | Gf      | Gs      | G            | V            | N            | P            | Gf           | Gs           | G      | V      | N      | P      | Gf     | Gs     | DR |
| ----------------- | ----- | ------- | ------- | ------- | ------- | ------- | ------- | ------------ | ------------ | ------------ | ------------ | ------------ | ------------ | ------ | ------ | ------ | ------ | ------ | ------ | -- |
| Bundesliga        | 32    | 17      | 11      | 3       | 3       | 43      | 22      | 17           | 0            | 7            | 10           | 19           | 42           | 34     | 11     | 10     | 13     | 62     | 64     | -2 |
| Coppa di Germania | -     | 1       | 1       | 0       | 0       | 3       | 1       | 2            | 1            | 0            | 1            | 3            | 4            | 3      | 2      | 0      | 1      | 6      | 5      | +1 |
| Coppa UEFA        | -     | 3       | 2       | 0       | 1       | 12      | 2       | 3            | 1            | 0            | 2            | 4            | 6            | 6      | 3      | 0      | 3      | 16     | 8      | +8 |
| Totale            | 32    | 21      | 14      | 3       | 4       | 58      | 25      | 22           | 2            | 7            | 13           | 26           | 52           | 43     | 16     | 10     | 17     | 84     | 77     | +7 |

### Andamento in campionato
| Giornata  | 1 | 2 | 3  | 4  | 5  | 6  | 7  | 8  | 9 | 10 | 11 | 12 | 13 | 14 | 15 | 16 | 17 | 18 | 19 | 20 | 21 | 22 | 23 | 24 | 25 | 26 | 27 | 28 | 29 | 30 | 31 | 32 | 33 | 34 |
| --------- | - | - | -- | -- | -- | -- | -- | -- | - | -- | -- | -- | -- | -- | -- | -- | -- | -- | -- | -- | -- | -- | -- | -- | -- | -- | -- | -- | -- | -- | -- | -- | -- | -- |
| Luogo     | T | C | T  | C  | T  | C  | C  | T  | C | T  | C  | T  | C  | T  | C  | T  | C  | C  | T  | C  | T  | C  | T  | T  | C  | T  | C  | T  | C  | T  | C  | T  | C  | T  |
| Risultato | N | V | P  | P  | N  | N  | V  | P  | V | N  | V  | P  | P  | P  | P  | P  | V  | V  | N  | N  | P  | V  | P  | N  | V  | P  | V  | N  | N  | P  | V  | N  | V  | P  |
| Posizione | 7 | 1 | 11 | 14 | 12 | 13 | 10 | 13 | 9 | 10 | 6  | 10 | 13 | 14 | 15 | 16 | 15 | 13 | 13 | 13 | 15 | 13 | 14 | 14 | 13 | 13 | 12 | 12 | 12 | 13 | 13 | 12 | 12 | 12 |

Legenda:

Luogo: C = Casa; T = Trasferta. Risultato: V = Vittoria; N = Pareggio; P = Sconfitta.

### Statistiche dei giocatori
| Giocatore         | Bundesliga | Bundesliga | Bundesliga  | Bundesliga | Coppa di Germania | Coppa di Germania | Coppa di Germania | Coppa di Germania | Coppa UEFA | Coppa UEFA | Coppa UEFA  | Coppa UEFA | Totale   | Totale | Totale      | Totale     |
| Giocatore         | Presenze   | Reti       | Ammonizioni | Espulsioni | Presenze          | Reti              | Ammonizioni       | Espulsioni        | Presenze   | Reti       | Ammonizioni | Espulsioni | Presenze | Reti   | Ammonizioni | Espulsioni |
| ----------------- | ---------- | ---------- | ----------- | ---------- | ----------------- | ----------------- | ----------------- | ----------------- | ---------- | ---------- | ----------- | ---------- | -------- | ------ | ----------- | ---------- |
| A. Arbinger       | 0          | 0          | 0           | 0          | 0                 | 0                 | 0                 | 0                 | 0          | 0          | 0           | 0          | 0        | 0      | 0           | 0          |
| K. Augenthaler    | 23         | 2          | 2           | 0          | 1                 | 0                 | 1                 | 0                 | 3          | 0          | 0           | 0          | 27       | 2      | 3           | 0          |
| B. Dürnberger     | 27         | 2          | 0           | 0          | 1                 | 0                 | 0                 | 0                 | 6          | 0          | 0           | 0          | 34       | 2      | 0           | 0          |
| P. Gruber         | 14         | 0          | 0           | 0          | 2                 | 0                 | 0                 | 0                 | 5          | 1          | 0           | 0          | 21       | 1      | 0           | 0          |
| U. Hoeneß         | 30         | 11         | 0           | 0          | 2                 | 0                 | 0                 | 0                 | 5          | 1          | 0           | 0          | 37       | 12     | 0           | 0          |
| U. Horsmann       | 25         | 0          | 2           | 0          | 2                 | 0                 | 1                 | 0                 | 3          | 0          | 0           | 0          | 30       | 0      | 3           | 0          |
| N. Janzon         | 14         | 3          | 0           | 0          | 3                 | 0                 | 0                 | 0                 | 2          | 0          | 0           | 0          | 19       | 3      | 0           | 0          |
| W. Junghans       | 0          | 0          | 0           | 0          | 0                 | 0                 | 0                 | 0                 | 0          | 0          | 0           | 0          | 0        | 0      | 0           | 0          |
| J. Kapellmann     | 24         | 0          | 3           | 1          | 2                 | 0                 | 0                 | 0                 | 4          | 0          | 0           | 0          | 30       | 0      | 3           | 1          |
| E. Kirschner      | 0          | 0          | 0           | 0          | 0                 | 0                 | 0                 | 0                 | 0          | 0          | 0           | 0          | 0        | 0      | 0           | 0          |
| F. Kloo           | 0          | 0          | 0           | 0          | 0                 | 0                 | 0                 | 0                 | 0          | 0          | 0           | 0          | 0        | 0      | 0           | 0          |
| R. Künkel         | 15         | 2          | 0           | 0          | 3                 | 2                 | 0                 | 0                 | 3          | 1          | 0           | 0          | 21       | 5      | 0           | 0          |
| S. Maier          | 34         | 0          | 0           | 0          | 3                 | 0                 | 0                 | 0                 | 6          | 0          | 0           | 0          | 43       | 0      | 0           | 0          |
| G. Müller         | 33         | 24         | 2           | 0          | 3                 | 4                 | 0                 | 0                 | 6          | 4          | 0           | 0          | 42       | 32     | 2           | 0          |
| K. Niedermayer    | 31         | 4          | 2           | 0          | 2                 | 0                 | 0                 | 0                 | 5          | 1          | 0           | 0          | 38       | 5      | 2           | 0          |
| B. Oblak          | 23         | 1          | 5           | 0          | 3                 | 0                 | 0                 | 0                 | 4          | 1          | 0           | 0          | 30       | 2      | 5           | 0          |
| W. Rausch         | 34         | 2          | 4           | 0          | 3                 | 0                 | 1                 | 0                 | 6          | 1          | 0           | 0          | 43       | 3      | 5           | 0          |
| W. Reisinger      | 0          | 0          | 0           | 0          | 0                 | 0                 | 0                 | 0                 | 0          | 0          | 0           | 0          | 0        | 0      | 0           | 0          |
| F. Roth           | 10         | 1          | 0           | 0          | 0                 | 0                 | 0                 | 0                 | 1          | 0          | 0           | 0          | 11       | 1      | 0           | 0          |
| K. Rummenigge     | 29         | 8          | 2           | 1          | 3                 | 0                 | 0                 | 0                 | 6          | 6          | 0           | 0          | 38       | 14     | 2           | 1          |
| V. Schenk         | 0          | 0          | 0           | 0          | 0                 | 0                 | 0                 | 0                 | 0          | 0          | 0           | 0          | 0        | 0      | 0           | 0          |
| A. Schrobenhauser | 0          | 0          | 0           | 0          | 0                 | 0                 | 0                 | 0                 | 0          | 0          | 0           | 0          | 0        | 0      | 0           | 0          |
| G. Schwarzenbeck  | 34         | 1          | 3           | 0          | 3                 | 0                 | 0                 | 0                 | 6          | 0          | 0           | 0          | 43       | 1      | 3           | 0          |
| J. Weiß           | 1          | 0          | 0           | 1          | 0                 | 0                 | 0                 | 0                 | 0          | 0          | 0           | 0          | 1        | 0      | 0           | 1          |
| K. Wohland        | 0          | 0          | 0           | 0          | 0                 | 0                 | 0                 | 0                 | 1          | 0          | 0           | 0          | 1        | 0      | 0           | 0          |
| E. Önal           | 8          | 0          | 0           | 0          | 1                 | 0                 | 0                 | 0                 | 0          | 0          | 0           | 0          | 9        | 0      | 0           | 0          |